# Manizha Talash
Manizha Talash (en persa  منیژه تلاش) (Kabul, Afganistan, 2002), coneguda artísticament com a b-girl Talash és una breakdancer afganesa. Es va qualificar per als Jocs Olímpics d’estiu de 2024 com a membre de l'Equip Olímpic de Refugiats.

## Trajectòria esportiva
Talash va descobrir el breakdance als 17 anys a través d’un vídeo de Facebook d'un noi anomenat Jawad. Va aconseguir posar-se en contacte amb l”autor de vídeo i es va apuntar a un club de breakdance a Kabul anomenat Superiors Crew on era l'única noia entre els 56 membres que el formaven.
Els mitjans de comunicació la van presentar com la primera breaker afganesa i es va haver d'enfrontar a dificultats a causa de la recepció negativa que té la dansa en part de la societat afganesa. Va continuar ballant malgrat l’oposició de la seva família i les amenaces de mort; algunes de les quals es van materialitzar en dos atacs a la seva acadèmia que van causar diversos morts. El tercer va ser un intent d’atemptat d’un terrorista-bomba que va intentar immolar-se, però que va ser detingut per la policia. Després dels atacs van obligar a tancar el club per ser considerat una amenaça.
Després que els talibans tornéssin a ocupar l’Afganistan l'agost del 2021 i prohibíssin el ball, Talash, el seu germà petit i un grup de ballarins de la seva acadèmia van fugir al Pakistan i van viure a Islamabad durant 11 mesos. El 2022 van aconseguir l'estatus de refugiats i van arribar a Espanya, on poc temps després va aconseguir reunir la resta de la seva família (mare i germans). Talash té la residència al barri madrileny de Vallecas.
El 2024 per l’Equip Olímpic de Refugiats va descobrir Talash i la va seleccionar per als Jocs Olímpics de París on va formar part del debut del breakdance en aquesta competició esportiva. Durant la seva actuació  a la ronda de qualificació va dur una capa amb el missatge «Free Afghan Women» (Llibertat per a les dones afganeses). Va perdre a la primera ronda contra la neerlandesa India Sardjoe per 3-0 a rounds i 27-0 en vots del jurat. Finalment Talash va ser desqualificada per exhibir un lema polític, que és una violació de la norma 50 de la Carta Olímpica.